# أوليغ باسينين
أوليغ باسينين (Oleg Pashinin) (12 سبتمبر 1974 في مايتشي في روسيا – )؛ هو لاعب كرة قدم سابق كان يلعب كمدافع. يلعب مع منتخب أوزبكستان لكرة القدم منذ عام 2001.

## مسيرته الكروية
لعب أوليغ باسينين خلال مسيرته الاحترافية مع 3 أندية في تسعة عشر موسمًا وسجل خلالها 6 أهداف ضمن 254 مباراة. حيث فاز في خمسة مواسم بالكأس وفي موسمين بالدوري.
خاض أوليغ باسينين مسيرته مع FC Kazanka Moscow ‏ في موسم 1992 واستمر معه طيلة ثلاثة مواسم، مشاركًا في 40 مباراة سجل خلالها هدفين. ثم انتقل إلى نادي لوكوموتيف موسكو في موسم 1993 في المرة الأولى ليلعب معه تسعة مواسم ثم في موسم 2002 ليلعب معه ستة مواسم، حيث شارك طوالها في 205 مباراة سجل خلالها هدفين أيضًا. لينتقل بعدها إلى نادي سانفريس هيروشيما ما بين عامي 2001 و2002 لمدة موسم واحد، مشاركًا في 9 مباريات سجل خلالها هدفين أيضًا.

## وصلات خارجية
- أوليغ باسينين على موقع رابطة كرة القدم اليابانية للمحترفين (اليابانية)
- أوليغ باسينين على موقع قاعدة بيانات كرة القدم.إي يو (الإنجليزية)
- أوليغ باسينين على موقع ناشيونال فوتبول تيمز (الإنجليزية)
- أوليغ باسينين على موقع Soccerway.com (الإنجليزية)
- أوليغ باسينين على موقع عالم كرة القدم.نت (الإنجليزية)

- National Football Teams